# Malacky (distrito)
O Distrito de Malacky (em eslovaco Okres Malacky) é uma unidade administrativa da Eslováquia Ocidental, situado na região de Bratislava, com 64.354 habitantes (em 2001) e uma superficie de 949,56 km². 
Limita ao norte com os distritos de Senica e Trnava, ao sul com o distrito de Pezinok e com os distritos de Bratislava III e Bratislava IV assim como o Rio Morava e Áustria ao oeste.  	

## Demografia
| Ano:        | 1994   | 2004   | 2014   | 2024    |
| ----------- | ------ | ------ | ------ | ------- |
| Broj ljudi: | 62 625 | 65 840 | 70 043 | 79 982  |
| Razlika:    |        | +5,13% | +6,38% | +14,18% |

| Ano:               | 2023   | 2024   |
| ------------------ | ------ | ------ |
| Número de pessoas: | 79 689 | 79 982 |
| Diferença:         |        | +0,36% |

## Cidades
- Malacky (capital)
- Stupava

## Municípios
| - Borinka - Gajary - Jablonové - Jakubov - Kostolište - Kuchyňa - Láb - Lozorno | - Malé Leváre - Marianka - Pernek - Plavecké Podhradie - Plavecký Mikuláš - Plavecký Štvrtok - Rohožník - Sološnica | - Studienka - Suchohrad - Veľké Leváre - Vysoká pri Morave - Záhorie - Záhorská Ves - Závod - Zohor |